# اچ‌اس مارشیارو
اچ‌اس مارشیارو (به انگلیسی: HS Marechiaro) یک کشتی است که طول آن ۱۷۳ فوت (۵۳ متر) می‌باشد. این کشتی در سال ۱۹۱۲ ساخته شد.